# فراشة القرون الطويلة
فراشة القرون الطويلة (الاسم العلمي: Adelidae)، هي نوع من الحشرات التي تصيب النباتات الزراعية من رتبة حَرْشفِيات الأجنحة .
تم وصف هذا النوع لأول مرة من قبل تشارلز تيوفيل برواند دوزيل في عام 1851.

## الانتشار
ينتشر هذا النوع من الحشرات على نطاق واسع في جميع أنحاء العالم، ويمكن العثور عليها في معظم أنحاء أمريكا الشمالية وأوراسيا من شهر أبريل إلى يونيو، يوجد حوالي 50 نوع منها في أوروبا، وأشهرها ذات القرن الطويل الأخضر (Adela reaumurella). 
وتتواجد أيضاً في المناطق الاستوائية الجديدة وإفريقيا جنوب الصحراء الكبرى، وجنوب شرق آسيا وأستراليا.

## الغذاء

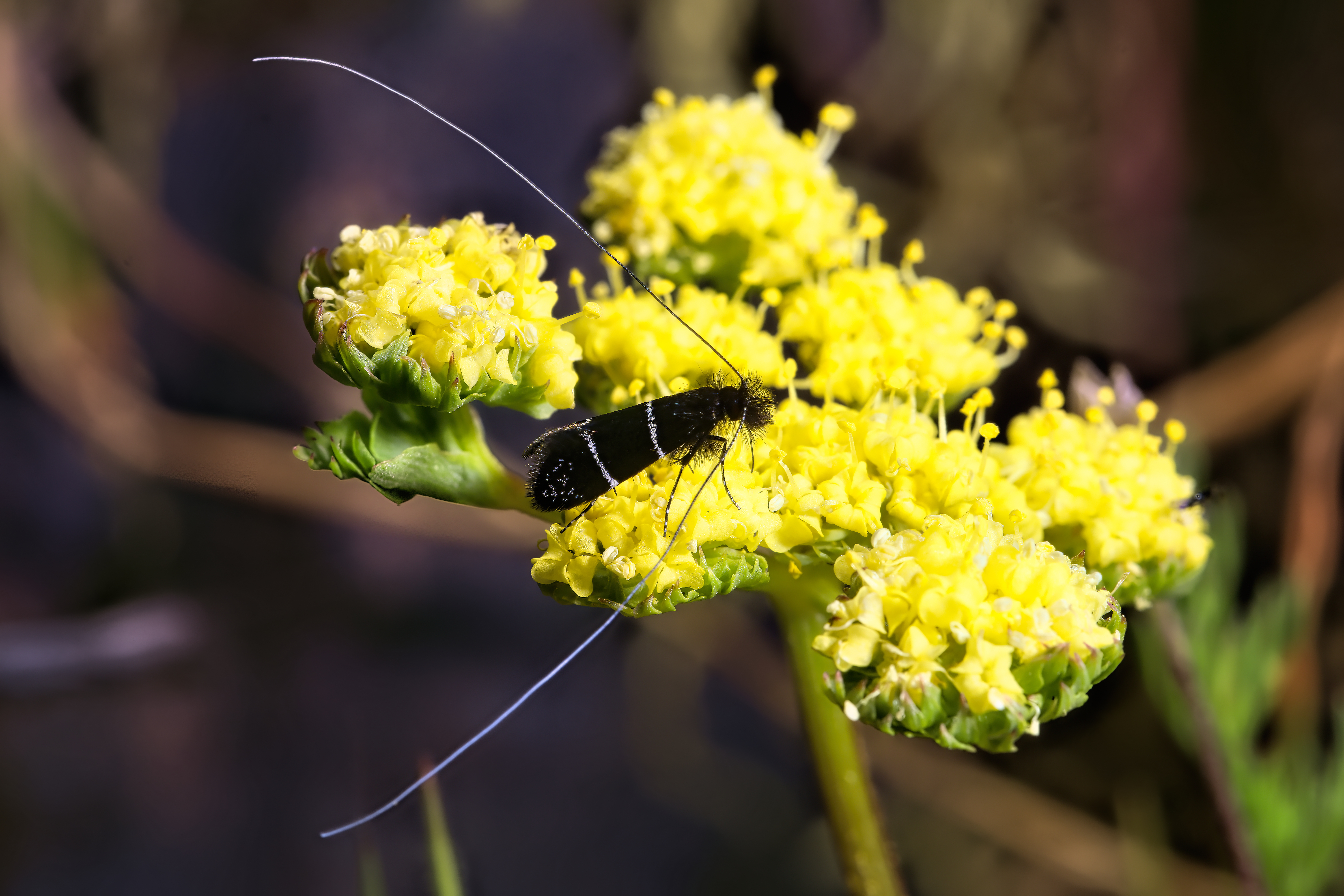
أزهار تتغذى عليها الحشرة

تتغذى الفراشات ذات القرون الطويلة في النهار وتحت أشعة الشمس وعلى رحيق زهور النباتات العشبية والأزهار .